# البهائية في لاوس
يبدأ الدين البهائي في لاوس بعد ذكر موجز له من قبل عبد البهاء في عام 1916 ويدخل البهائي الأول لاوس في حوالي عام 1955. ومن المعروف أن أول جمعية روحية محلية للبهائيين انتُخبت لأول مرة في عام 1958 في فيينتيان وفي النهاية انتُخبت الجمعية الروحية الوطنية في لاوس لأول مرة في عام 1967. يبلغ عدد المجتمع الحالي حوالي ثمانية آلاف من الأتباع وأربعة مراكز: فيينتيان، مقاطعة فيينتيان، كايسوني فومفيهان، باكشي وسكان أصغر في مقاطعات أخرى. على الرغم من كون البهائيين راسخين وقادرين على العمل كمجتمعات في هذه المدن، إلا أنهم يواجهون صعوبة أكبر في المقاطعات الأخرى ولا يستطيعون طباعة المواد الدينية الخاصة بهم. تقدر جمعية أرشيفات بيانات الأديان (بالاعتماد على الموسوعة المسيحية العالمية ) عدد البهائيين بحوالي 14000 في عام 2005.

## الأيام الأولى

### ألواح عبد البهاء للخطة الإلهية
بين عامي 1883 و1954 كانت لاوس جزءًا من الهند الصينية الفرنسية. عبد البهاء، رئيس الدين من عام 1892 إلى عام 1921، يذكر الهند الصينية الفرنسية. كتب عبد البهاء سلسلة من الرسائل، أو الألواح، إلى أتباع الدين في الولايات المتحدة في عامي 1916 و1917؛ وقد جُمع هذه الرسائل معًا في كتاب بعنوان ألواح الخطة الإلهية. أما الألواح السابعة فقد ذكرت نقل الدين البهائي إلى الهند الصينية، وقد كتبت في 11 أبريل/نيسان 1916، ولكن تأخر تقديمها في الولايات المتحدة حتى عام 1919 — بعد نهاية الحرب العالمية الأولى والإنفلونزا الإسبانية. وقد ترجمت هذه الألواح وقدمها ميرزا أحمد سهراب في 4 أبريل 1919، ونشرت في مجلة نجم الغرب في 12 ديسمبر 1919.
(اللوح 7) "في اللحظة التي يحمل فيها المؤمنون الأمريكيون هذه الرسالة الإلهية من شواطئ أمريكا وتنتشر عبر قارات أوروبا وآسيا وأفريقيا وأستراليا وحتى جزر المحيط الهادئ، فإن هذا المجتمع سيجد نفسه راسخًا بشكل آمن على عرش السيادة الأبدية ... إذا ذهب بعض المعلمين إلى جزر أخرى وأجزاء أخرى، مثل قارة أستراليا ونيوزيلندا وتسمانيا، وأيضًا إلى اليابان وروسيا الآسيوية وكوريا والهند الصينية الفرنسية وسيام ومستوطنات المضيق والهند وسيلان وأفغانستان، فإن أعظم النتائج ستكون في المستقبل."

### البدايات
يزعم شوقي أفندي، رئيس الديانة من عام 1921 إلى عام 1957، أن أول البهائيين وصلوا إلى لاوس وكمبوديا ربما في عام 1955 (وصلوا بحلول أبريل 1956، وبعد استقلال لاوس في عام 1954) وكان هذا هو الدكتور حشمت تائد، أول رائد في لاوس. كان أول شخص ينضم إلى الديانة البهائية في لاوس هو بوي فان آن الذي كان يزور البلاد من فيتنام. في أغسطس 1956، لوحظ أن البهائيين من لاوس حاولوا حضور المؤتمر الإقليمي في جاكرتا، إندونيسيا، ولكن رُفض منحهم تأشيرات. ومع ذلك، في شهر نوفمبر، اجتمع سبعة عشر بهائيًا يمثلون تايلاند ولاوس وكمبوديا وفيتنام في سايجون بفيتنام لحضور مؤتمر إقليمي. في يناير 1958 احتفل البهائيون في فيينتيان باليوم العالمي للدين مع الرهبان البوذيين والسيخ والهندوس ومسؤولي الحكومة - كما ذُكرت السيدة بنو حسن باعتبارها رائدة أخرى في لاوس قادمة من الولايات المتحدة. في شهر فبراير استضاف البهائيون في فيينتيان مؤتمراً إقليمياً حضره بهائيون من فيتنام وتايلاند. في أبريل 1958، عُرف أن أول جمعية روحية محلية للبهائيين قد انتُخبت لأول مرة. بحلول شهر أغسطس من عام 1958، كان هناك ذكر لتحول أحد السكان الأصليين إلى الدين - وهي امرأة تنتمي إلى أقلية عرقية تايلاندية سوداء. في ديسمبر 1958، حضر البهائيون من لاوس مرة أخرى حدثًا في سايجون. هناك أيضًا ذكر موجز للغاية لمركز بهائي في فيينتيان حوالي عام 1958 حيث التقط توماس أنتوني دولي الثالث، المعروف أيضًا باسم الدكتور توم دولي، مترجمه اللاوسي، نجوان فان هوانج. في يناير 1959، احتفل البهائيون في فيينتيان مرة أخرى بيوم الدين العالمي. بحلول أبريل 1959، انتخب البهائيون جمعية روحية محلية بهائية وكانت مجموعة مسجلة من البهائيين تعيش في سام نوا. في نوفمبر 1959 استضاف البهائيون في فيينتيان مدرسة شتوية حضرها بهائيون من كمبوديا وتايلاند وفيتنام. وقد جمع احتفال عام 1960 بيوم الدين العالمي حوالي 300 مشارك، بما في ذلك أعضاء مجلس الملك، والمسؤولين القنصليين والأمم المتحدة، وممثلي الطوائف المختلفة من ستة أديان الذين شاركوا واستمعوا إلى رسالة من ملك لاوس، أحضرها إلى الاجتماع أحد الأمراء. وفي عام 1960 أيضًا، حصل البهائيون في فيينتيان على ترخيص يؤكد من خلال مرسوم خاص أصدرته وزارة المالية في لاوس أن الجماعة البهائية تمتلك باسمها قطعة أرض كوقف.

## نمو
من عام 1957 إلى عام 1963، أشرفت الجمعية الوطنية الإقليمية لجنوب شرق آسيا على المجتمعات البهائية في المنطقة الممتدة من بورنيو إلى الفلبين وتايلاند، وكان هناك محفل روحي محلي في فيينتيان. في 1 يونيو 1960، غادر أول مبشر بهائي تايلاندي متجهًا إلى لوانغ برابانغ، لاوس. وبحلول ديسمبر من نفس العام، اعتنق أول أفراد من شعب "مايو" أو "همونغ" في لاوس الدين البهائي في لوانغ برابانغ، حيث أُسس محفل هناك أيضًا.
ومن المعروف أيضًا أن جاكلين وتشيستر لي، اللذين أصبحا بهائيين في كمبوديا عام 1955، انتقلا إلى فيينتيان عام 1965، وأقاموا هناك حتى انتقل تشيستر إلى هونغ كونغ في عام 1967، وتبعته جاكلين في عام 1969.
في أكتوبر 1963، مُنحت الجمعية الروحية الوطنية للبهائيين في تايلاند، والتي مقرها بانكوك، صلاحية الإشراف على البهائيين في لاوس، واستمرت في ذلك حتى عام 1967، حيث أُنتخب الجمعية الروحية الوطنية الخاصة بلاوس، بحضور أول "يد أمر الله" يزور لاوس، وهو الدكتور رحمت الله مهاجر.
تكوّن أول مجلس وطني من الأعضاء التالية أسماؤهم: ف. ميساغيان، ساي تشانه، بون ماي، م. بيزايي، ف. أنتيبولو، ل. خام ساي، لاو شو، ف. فريديان، وسي. إم. لي.
في أكتوبر 1967، عُقد مؤتمر قاري في نيودلهي حضره عدد من أيادي أمر الله وممثلين عن الجمعيات الوطنية من الهند، سيلان، الجزيرة العربية، لاوس، تايلاند، شمال شرق أفريقيا، الفلبين، إيران، إندونيسيا، كوريا، تايوان، ماليزيا، جنوب ووسط الجزيرة العربية، تركيا وباكستان.
وفي فبراير 1969، زار "يد أمر الله" أبو القاسم فيضي لاوس، وكان الثاني الذي يزور البلاد، واجتمع مع الجمعية الوطنية. وفي أبريل 1969، قام الدكتور رحمت الله مهاجر بزيارة ثانية إلى لاوس.
في المؤتمر الوطني الرابع في أبريل 1970، أُعلن أن أول أفراد من قبيلة "بوتاي" في منطقة سافاناخت، بالإضافة إلى أفراد من شعب "مياو"، قد اعتنقوا الدين البهائي.
وبحلول سبتمبر 1970، كانت دار النشر البهائية اللاوسية قد ترجمت أربعة كتب بهائية إنجليزية وكتيبات وكتاب أدعية إلى اللغة اللاوسية، و نُظم مؤتمرات محلية في سافاناخت وتاكيك، حضرها بهائيون من كل منطقة.
في يناير 1971، تمكن بهائيون لاوسيون من حضور مؤتمر بهائي دولي في سنغافورة. وفي فبراير، زار "يد أمر الله" إينوك أولينغا لاوس، وفي أكتوبر قام "يد أمر الله" كوليس فيذيرستون بزيارة إلى البلاد، حيث سافر إلى عدة مناطق والتقى مع الجمعية الوطنية.
وفي عام 1972، نُظمت عدة رحلات تبشيرية لشرح أن "المايتريا بوذا" قد عاد في شخص بهاء الله، وهو ما ساهم في زيادة عدد المعتنقين للدين البهائي بشكل كبير.
وبناءً على طلب من الحكومة، حُولت قطعة أرض كانت مملوكة لمحفل فيينتيان لزراعتها بالمحاصيل، وقد قامت مجموعة من الشباب بتطهير الأرض، وتسييجها، وزراعتها، وإدارتها.
وفي أواخر يناير 1976، أُقيم المعهد التدريبي الثاني للشباب، وشمل ورش عمل حول المحافل الروحية المحلية، والرؤية البهائية للزواج، وتاريخ الدين، والمناسبات البهائية كالأعياد والصيام البهائي، وغيرها من المواضيع.
وفي مايو 1978، استضاف المركز الوطني في فيينتيان أول مؤتمر وطني للأطفال.

## المجتمع الحديث

### التركيز على المجتمع ككل
منذ نشأتها، كان للدين دور في التنمية الاجتماعية والاقتصادية بدءًا من منح المزيد من الحرية للنساء، وترويج تعليم الإناث باعتباره أولوية، وقد عُبر عن هذه المشاركة عمليًا من خلال إنشاء المدارس والتعاونيات الزراعية والعيادات. ودخل الدين مرحلة جديدة من النشاط عندما صدرت رسالة بيت العدل الأعظم بتاريخ 20 أكتوبر 1983. وحث البهائيين على البحث عن طرق متوافقة مع التعاليم البهائية، والتي يمكنهم من خلالها المشاركة في التنمية الاجتماعية والاقتصادية للمجتمعات التي يعيشون فيها. في عام 1979، كان هناك 129 مشروعًا بهائيًا للتنمية الاجتماعية والاقتصادية معترفًا بها رسميًا في جميع أنحاء العالم. وبحلول عام 1987، ارتفع عدد مشاريع التنمية المعترف بها رسميا إلى 1482 مشروعا.
في عام 1983، اجتمع 30 مدرسًا لفصول الأطفال لحضور ندوة تضمنت موضوعات مثل الشخصيات المركزية في الدين البهائي، والإدارة البهائية، والتعاليم البهائية حول الولاء للحكومة والامتناع عن السياسة، ومشاهدة فيلم "يد القضية" روحية خانوم، وتحولت رحلة الفيلم إلى فيلم "رحلة الضوء الأخضر". في عام 1983، كان عشرات الأطفال يحضرون بانتظام الفصول الدراسية في المدارس البهائية التي أقيمت في مركز بان آمون البهائي في المركز الوطني في فيينتيان. بحلول فبراير 1984، شملت المشاريع الأخرى التي قام بها البهائيون جمعية لشراء بقرتين وحديقة مجتمعية مع ذهاب الأرباح من المبيعات إلى صناديق وطنية ومحلية.
في ثمانينيات القرن العشرين، كان من بين العديد من اللاجئين الذين قدموا إلى الولايات المتحدة بعد حرب فيتنام، 200 من البهائيين الهمونغ من لاوس الذين استقروا في بورتلاند، أوريغون. أنشأت الجماعة البهائية في بورتلاند مشروعًا للدروس الخصوصية بعد المدرسة كان يهدف في البداية إلى ليبيريا التي مزقتها الحرب، ولكن بسبب افتقاره إلى الاتصال العملي، تحول المشروع إلى خدمة أطفال الهمونغ في المنطقة حوالي عام 2000-2001، ومنذ ذلك الحين أصبح أكثر تنظيمًا في مشروع - مشروع الورود للإرشاد بعد المدرسة.

### التركيز على التطوير الداخلي

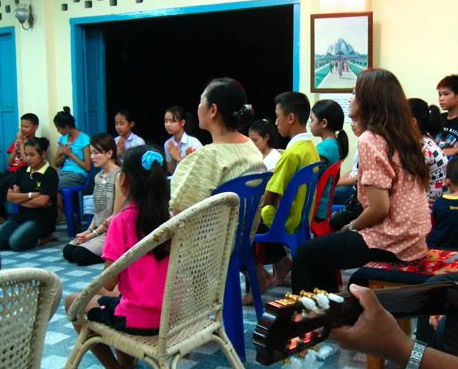
تجمع بهائي في فيينتيان في عام 2009.

في عام 1983 كان هناك تسعة عشر مندوبًا للمؤتمر الوطني. في عام 1988، قام كوليس فيذرستون، من منظمة "يد القضية"، بجولة أخرى في لاوس، بما في ذلك إلقاء محاضرات عامة، فضلاً عن زيارة مخيمات اللاجئين.
ومع ذلك، فإن المجتمع في لاوس كان محبطًا. بعد أن شهدت نموًا سريعًا في أوائل سبعينيات القرن العشرين (انظر أعلاه)، وصل المجتمع في ثمانينيات القرن العشرين إلى ما يقرب من ثمانية آلاف من أتباعه وأربعة مراكز: اثنان في فيينتيان، وواحد في مقاطعة فيينتيان، في الشمال الغربي وواحد في كايسون فومفيهان، مقاطعة سافاناكيت في منتصف الجنوب مع أعداد أصغر من البهائيين شمال سافاناكيت مباشرة في مقاطعة خاموان وفي مدينة باكشي في أقصى الجنوب وسكان أصغر في مقاطعات أخرى. حصلت الموافقة من قبل الحكومة اللاوية على الأرض التي تقع عليها المراكز البهائية الأربعة لاستخدامها من قبل البهائيين. بالإضافة إلى ذلك، أعطت الحكومة موافقة رسمية للبهائيين لاستخدام الأراضي التي لديهم فيها بالفعل مقبرة. كان البهائيون يخططون لبناء مراكز روحية جديدة في قرية دونج بانج في سافانخيت وفي قرية لات خواي بالقرب من فيينتيان. وقد حصلوا على موافقة على مستوى القرية والمنطقة لاستخدام الأرض، لكنهم كانوا ينتظرون صكوك الأرض الرسمية من مكاتب الأراضي في المنطقة. مارست التجمعات الروحية البهائية في مدينتي فيينتيان وكايسون فومفيهان شعائرها بحرية، ولكن المجتمعات الأصغر في مقاطعتي خاموان وسافاناكيت واجهت بشكل دوري قيودًا من قبل السلطات المحلية. منذ عام 2001 تصرف بعض المسؤولين المحليين في لوانغ برابانغ في المنطقة الشمالية الوسطى بقسوة تجاه البهائيين والمسيحيين. وشملت الأمثلة التخلي القسري عن المعتقدات الدينية، والذي كان يتضمن في بعض الأحيان المشاركة القسرية في التقاليد الروحانية، بما في ذلك شرب دماء الحيوانات. وأجبر مسؤولون آخرون بعض المؤمنين على شرب الكحول وتدخين السجائر ضد إرادتهم. وتواصلت جهود المسؤولين المحليين لإجبار البهائيين على التخلي عن إيمانهم في بعض المناطق. وفي حالات أكثر عزلة، أصدرت السلطات الإقليمية تعليماتها لمسؤوليها بمراقبة واعتقال البهائيين وغيرهم من أتباع الديانات الأخرى. في بعض الحالات في عام 2005 هُدد بعض البهائيين بالاعتقال أو الطرد من قراهم في بعض المحافظات إذا لم يمتثلوا
واجهت جمعية البهائيين في فيينتيان صعوبات في السابق في إثبات ملكيتها للمركز البهائي في فيينتيان؛ ومع ذلك، في عام 2005 منحت السلطات الموافقة على استخدام الممتلكات من قبل البهائيين. كانت الجمعيات الروحية المحلية البهائية والجمعية الروحية الوطنية تقيم بشكل روتيني أعياد البهائية التسعة عشر وتحتفل بجميع الأيام المقدسة البهائية. عقدت الجمعية الروحية الوطنية ومقرها في فيينتيان اجتماعاتها بانتظام وأرسلت وفودًا إلى بيت العدل الأعظم في حيفا، إسرائيل. ومنعت الحكومة الأجانب من ممارسة التبشير، على الرغم من أنها سمحت للمنظمات غير الحكومية الأجنبية ذات الانتماءات الدينية بالعمل في البلاد. يمكن القبض على الأجانب الذين ظُبطوا وهم يقومون بتوزيع المواد الدينية أو ترحيلهم. وقد سمح المرسوم رقم 92 على وجه التحديد بالتبشير من قبل المواطنين المحليين، بشرط موافقة الجبهة اللاوسية للبناء الوطني (LFNC) (انظر دستور لاوس) على هذا النشاط. وفي الممارسة العملية، فسرت السلطات التبشير باعتباره نشاطاً غير قانوني من شأنه أن يخلق الانقسام في المجتمع.
على الرغم من أن المرسوم 92 سمح بطباعة النصوص الدينية غير البوذية وسمح باستيراد المواد الدينية من الخارج، إلا أنه كان يشترط أيضًا الحصول على إذن من المجلس الوطني للثقافة والفنون لمثل هذه الأنشطة. في وقت مبكر من عام 2005، كانت هناك تقارير تفيد بأن المجلس الوطني للثقافة والفنون لم يسمح للبهائيين بطباعة المواد الدينية الخاصة بهم، على الرغم من أنهم كانوا يسعون للحصول على إذن للقيام بذلك لعدة سنوات. ويجلب بعض المؤمنين مواد دينية إلى البلاد، إلا أن هؤلاء الأشخاص يواجهون احتمال الاعتقال.
اعتبارًا من عام 2009، بدأ تنفيذ أنشطة التوعية في مقاطعات أودومساي، وشيانج خوانج، ولوانج برابانج، وسالافان.

### التركيبة السكانية
هناك تقدير في عام 2000 أن عدد الأعضاء يزيد عن 1200 عضو وتقدير في عام 2006 أن عددهم يبلغ حوالي ثمانية آلاف. في عام 2008، قدر البهائيون عدد أتباعهم بنحو 8500 شخص. تقدر جمعية أرشيفات بيانات الأديان (بالاعتماد على الموسوعة المسيحية العالمية) عدد البهائيين بحوالي 13960 في عام 2005.